# 筲箕
筲箕，俗称筛或筛子，是一些有大量通氣氣孔的器皿，形狀似籃，是一種古老的用品，以前多數用竹皮或者條狀植物手工藝編織而成。現在多數是塑膠製成品，也有採用不銹鋼製造。是廚房及工場的日用品，常用於隔除水分。跟筲箕同類的還有籮、筐等。
酒筲箕的稱號，表示該人物千杯不醉。

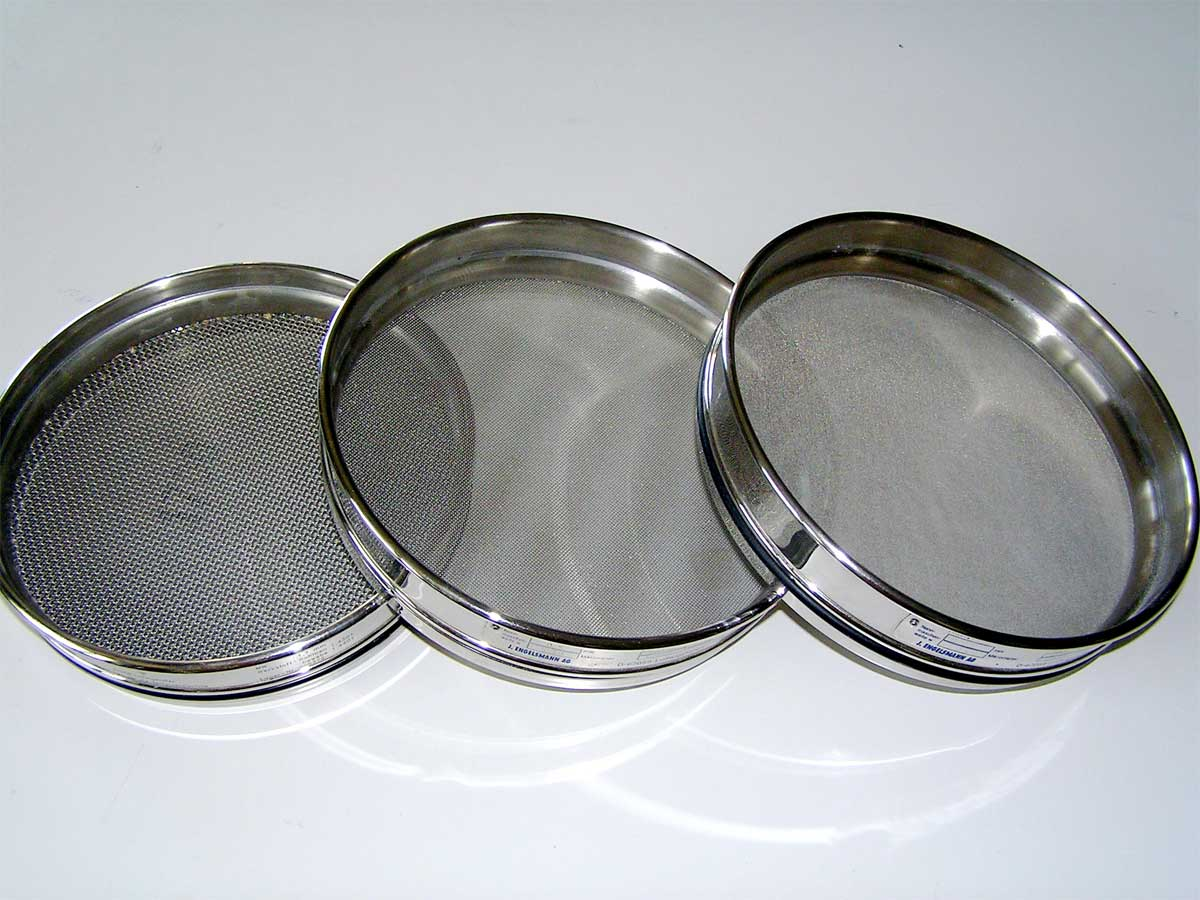
金屬製的筲箕

筲箕灣是香港島的一個地區，從前是一個形狀類似筲箕的海灣，因此得名。

## 筛分
筛分是一种化工单元操作，在化工生产中，固体物料或成品需要根据其粒度大小进行分离，如经过粉碎的原料必须达到一定的粒度，要筛分后将没有达到要求的原料继续粉碎；焦碳生产的产品块度差别很大，但高炉炼铁只能应用大块度的焦碳，焦碳厂成品要进行筛分以确定不同的品质。
筛分一般使用机械筛，筛孔根据不同的物料需要有不同的标准。原料筛分一般经常和粉碎工序相配合。

## 筛分等级

### 目数
筛分粒度就是颗粒可以通过筛网的筛孔尺寸，以1英寸（25.4mm）宽度的筛网内的筛孔数表示，因而称之为“目数”。
“目” 为非标准单位，为了使用方便，经验的换算公式为：粒度d (mm)=16／目数。
目数与粒径对比表：
目数     微米(μm)
20		830
30		550
40		380
50		270
60		250
70		212
100		150
150		106
200		75
300		48
400		38
1000		13
超过1000目由于静电作用，一般已经无法筛分物质。

## 另見
- 簸箕
- 笊篱
- 濾盆

## 外部連結
- 维基共享资源上的相關多媒體資源：筲箕
- 维基词典中的词条「sieve」
- 维基语录上有关筲箕的语录